# Vågen (Strindberg)
Vågen är en serie oljemålningar av August Strindberg. Han målade sammanlagt nio verk med denna titel mellan 1892 och 1902. Mest kända är de fem sista versionerna som målades omkring 1901. Dessa expressiva symbolistiska marinmålningar är komponerade med tre horisontella fält: mörka ovädersmoln över ett litet band av lugn himmel och nederst en sugande svartgrön våg toppad av vitt vågskum. 
Vågen V (1901) såldes den 29 juni 2022 på en auktion på Sotheby's i London för 84,2 miljoner kronor. Detta är prisrekord för ett svenskt konstverk, mer än dubbelt så dyrt som den förra rekordnoteringen som var Anders Zorns Söndagsmorgon som såldes året innan för 35 miljoner kronor. Målningen är stor för att vara ett verk av Strindberg (100 x 70,8 cm) och bland tidigare ägare märks August Falck (skådespelare som tillsammans med Strindberg grundade Intima teatern) och Torsten Tegnér. På 1950-talet förvärvades tavlan av den amerikanske Pulitzerbelönade dramatikern Sidney Kingsley som hade ett stort intresse för Strindbergs författarskap. Den hängde i decennier i Kingsleys New York-lägenhet där den beundrades av de abstrakta expressionisterna, till exempel Jackson Pollock och Mark Rothko.
Vågen V, VI och VII är mycket snarlika och ska ha målats utifrån konstnärens minnesbild av en sjöfärd till Sassnitz då en hög brytande våg förföljde fartyget i dess kölvatten. Vågen VI (1901, 100 x 70 cm) och Vågen VIII (1902) är en tvåsidig tavla med bilder på både fram- och baksida. Dubbeltavlan ingår i Nordiska museets samlingar i Stockholm som äger den största samlingen av Strindbergs tavlor. Vågen VIII avbildar en mer hotfullt framrusande våg. Ursprungligen fanns en björk avbildad i målningen; stammen och bladkronan framskymtar till vänster. Vågen VII inköptes 1981 av franska staten på Bukowskis och ingår sedan dess i Musée d'Orsays samlingar. Vågen IX är enklare i sin utformning och är i privat ägo. 
Strindberg målade ofta under perioder när han hade svårt att skriva. Inte sällan avbildade han marina motiv, ofta hav i upprört tillstånd vilket har tolkats som en återspegling av spänningarna i hans inre. Vid tidpunkten var Strindberg gift med Harriet Bosse (1901–1904).

## Bildgalleri

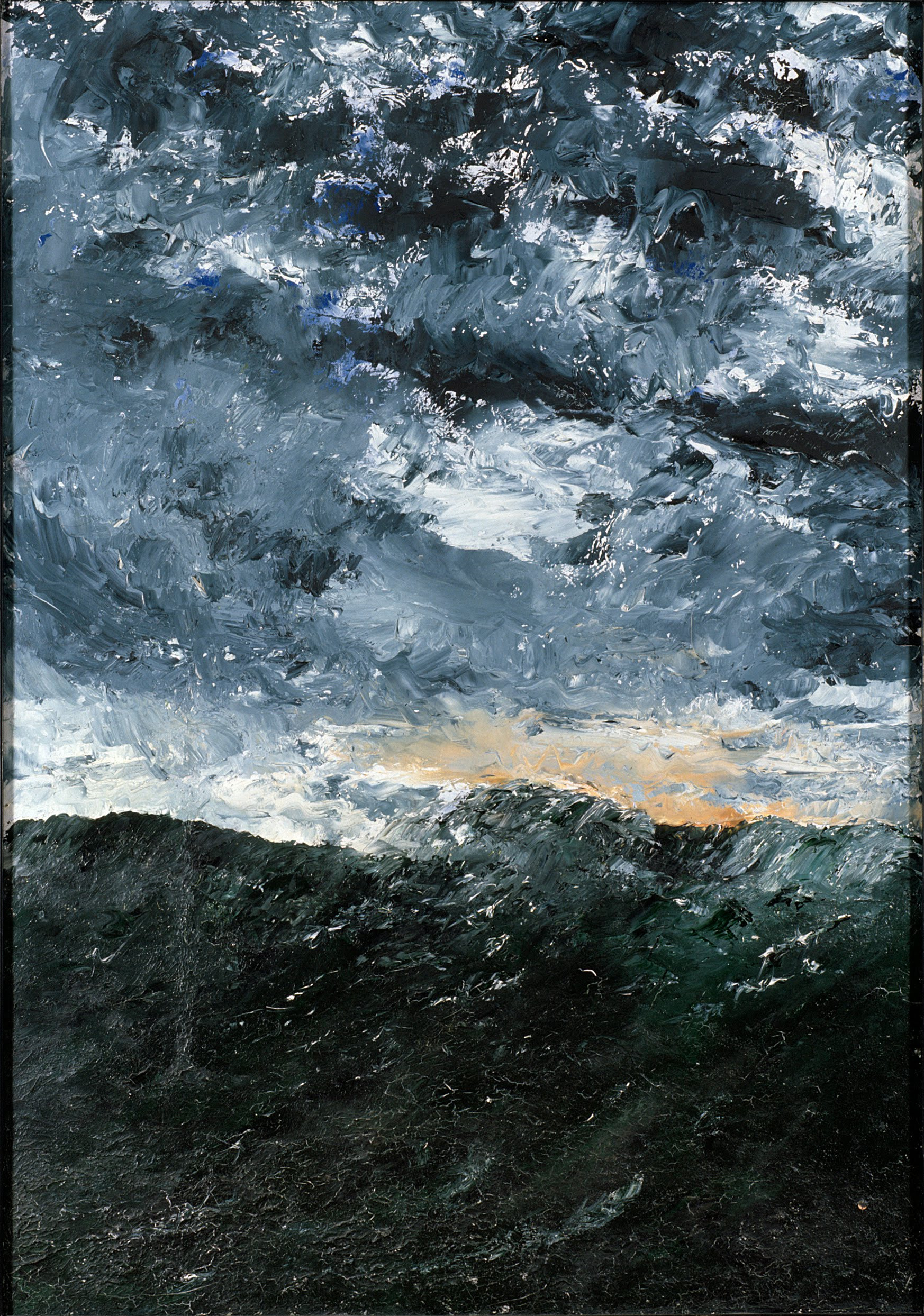
Vågen VIII (1901–1902), Nordiska museet.
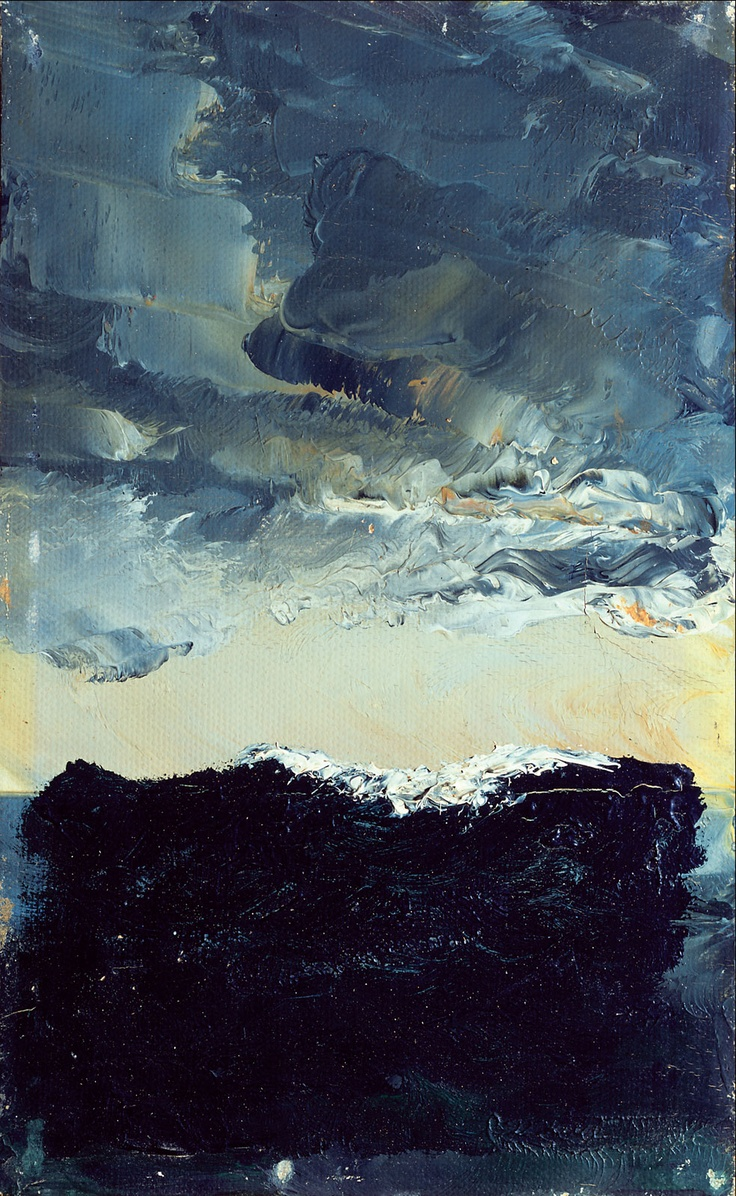
Vågen IX (1903), privat ägo.